# ثلاثة بنسات (عملة بريطانية)
قطعة الثلاثة بنسات البريطانية، وتُعرف عادةً باسم قطعة الثلاثة بنسات أو الثروبنس أو الثروبينني، فئة من العملات المعدنية الإسترلينية بقيمة 1⁄80 من الجنيه الواحد أو 1⁄4 شلن واحد. استخدم في المملكة المتحدة، قبل ذلك في بريطانيا العظمى وإنجلترا. واستخدمت تسميات مماثلة في وقت لاحق في جميع أنحاء الإمبراطورية البريطانية ودول الكومنولث، ولا سيما في أستراليا ونيوزيلندا وجنوب أفريقيا.
نُطقت مجموع الثلاثة بنسات بشكل مختلف /ˈθrʊpɛns/ THRUUP-ənss /ˈθrɛpəns/ THREP-ənss أو /ˈθrʌpəns/ THRUP-ənss، ما يعكس النطق المختلف في المناطق المُختلفة في المملكة المتحدة. غالبًا ما يُشار إلى العُملة المعدنية في المحادثة باسم /ˈθrʊpni/ THRUUP-nee أو /ˈθrɛpni/ THREP-nee أو /ˈθrʌpni/ THRUP-nee bit. قبل يوم العشرية عام 1971، كان الجنيه الإسترليني يَستخدم النظام النقدي الكارولنجي، الوحدة الأكبر هي الجنيه المقسم إلى 20 شلنًا، كل منها يساوي 12 بنسًا. سُحبت العُملة النحاسية ذات الثلاثة بنسات في عام 1971 بسبب النظام العُشري واستبدالها بِالعُملة العشرية الجديدة البنس، إن 2.4 د تساوي 1 بنس.

## ثلاثة بنسات مبكرة

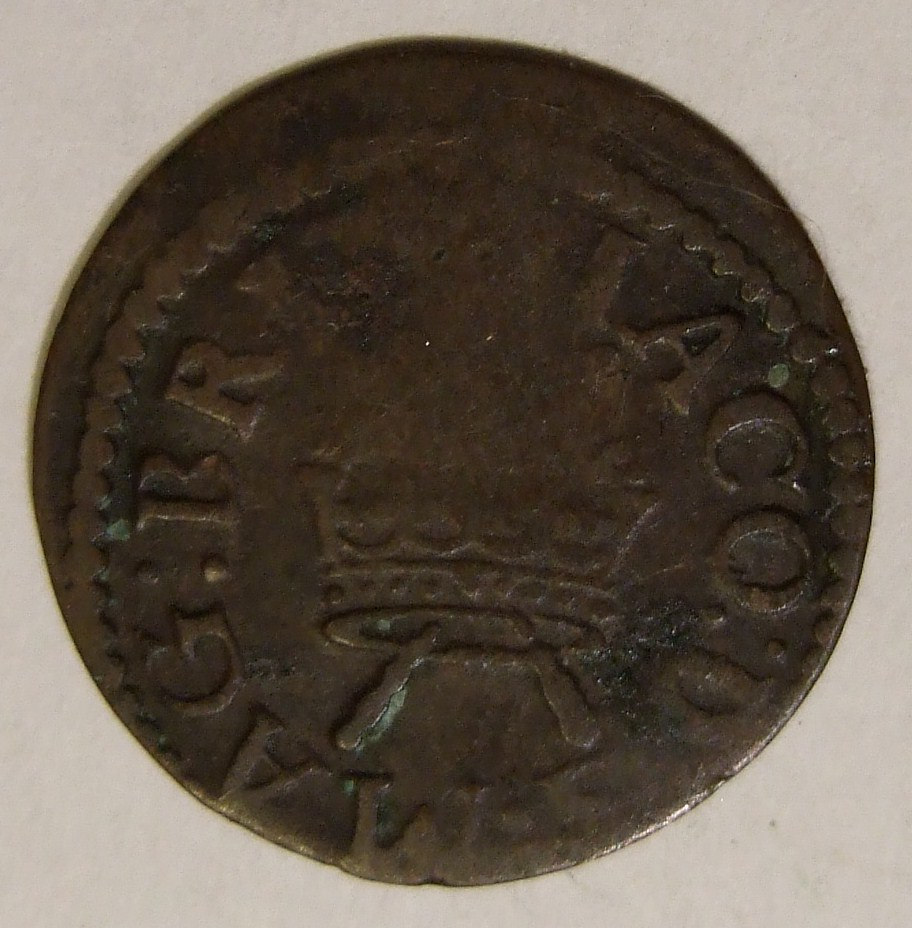
ثلاثة بنسات من عهد جيمس السادس والأول ، تم سكها في أيرلندا

ظهرت العُملة المعدنية ذات الثلاثة بنسات (3d) لأول مرة في إنجلترا أثناء سك العُملات الفضية الثمينة في عهد الملك إدوارد السادس (1547-1553)، عندما شكلت جزءًا من مجموعة من الفئات الجديدة. على الرغم من إنه كان من السهل التعامل مع هذه الفئة في سياق نظام العُملة الاسترلينية القديمة، كونها ربع شلن، إلا إنها في البداية لم تَحظى بشعبية لدى عامة الناس الذين فضلوا الجروت (أربعة بنسات).
سُكت عُملة الثلاثة بنسات الخاصة بإدوارد السادس في دور السك في لندن ويورك. يُظهر الوجه الأمامي تمثال نصفي للملك مواجهًا للأمام، مع وردة على اليسار ورقم القيمة III على اليمين، محاطًا بالأسطورة EDWARD VI D G ANG FRA Z HIB REX. ويظهر على الوجه الخلفي صليب طويل فوق الدرع الملكي، محاطًا بالأسطورة (دار سك العُملة في لندن) POSUI DEUM ADIUTOREM MEUM ( لقد جعلت الله معينًا لي)، أو (دار سك العملة في يورك) CIVITAS EBORACI (مدينة يورك).
أنتجت الملكة إليزابيث الأولى (1558–1603) عُملة من فئة ثلاثة بنسات خلال سكها الثالث (1561–1577). مُعظم إصدارات 1561 هي 21 ملم في القُطر، في حين إن الأحدث منها يبلغ قطرها 19 ملم في القُطر. يمكن التعرف على هذه العُملات المعدنية عن طريق الوردة الموجودة خلف رأس الملكة على الوجه، والتأريخ على الوجه الخلفي. يُظهر الوجه تمثال نصفي للملكة متوجة متجهة إلى اليسار مع وردة خلفها، محاطة بِالأسطورة ELIZABETH D G ANG FR ET HIB REGINA، يظهر الوجه الخلفي درعًا فوق صليب طويل، يعود تأريخه إلى عام 1561، محاطًا بالأسطورة POSUI DEU ADIUTOREM MEU. التواريخ المستخدمة للعُملات المعدنية الأصغر كانت 1561–1577. عُملات الثلاثة بنسات من العُملة الرابعة (1578-1582) متطابقة باستثناء احتوائها على نسبة أقل قليلاً من الفضة. هناك أيضًا عُملة معدنية مضروبة نادرة إلى حد ما من فئة ثلاثة بنسات، نتجت بين عامي 1561 و 1564 بتصاميم و نقوش مماثلة للعملة المعدنية المطروقة من فئة ثلاثة بنسات.
وخرجت فئة الثلاثة بنسات من الاستخدام مرة أخرى في عهد الملك جيمس الأول، بينما في عهد الملك تشارلز الأول (1625-1649) لم تُنتج في دار سك العُملة ببرج لندن، وانتجت (أحيانًا بكميات معينة) في دور سك العُملة الإقليمية المختلفة. التعرف على الفئة من خلال الرقم III الذي يظهر خلف رأس الملك.

## إعادة تقديم العملات المعدنية الثلاثة

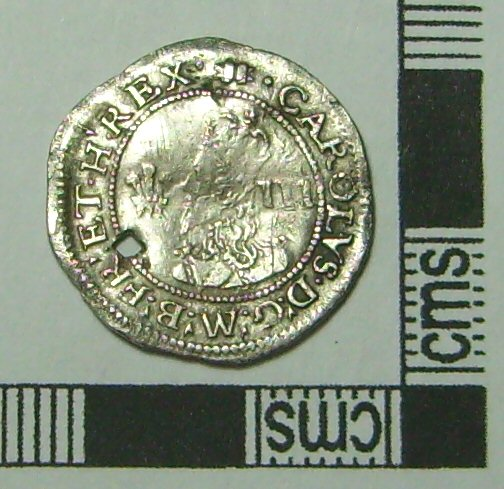
تشارلز الأول ثلاثة بنسات (أبيريستويث ، 1638–42)

انتتجت العُملات المعدنية من فئة الثلاثة بنسات الأكثر شيوعًا في عهد تشارلز الأول في دار سك النقود في أبيريستويث بين عامي 1638 و 1642. تتميز بتمثال نصفي متوج للملك متجهًا إلى اليسار مع ريش أمام وجهه والرقم III خلفهُ، مع نقش CAROLUS DG MA B FR ET H REX (أو مزيج من M(A) BF(R) ET H(I)(B) اعتمادًا على النقاش)، مع إظهار الجانب الخلفي للأسلحة الملكية على درع بيضاوي كبير مع ريش فوق الدرع، والنقش CHRISTO AUSPICE REGNO- أنا أحكم تحت رعاية المسيح. الريش هي الرمز المميز لدار سك العُملة في أبيريستويث، غالبًا ما كانت دور سك العُملة في بريستول وأكسفورد تستخدم قوالب من دار سك العُملة في أبيريستويث، لذا غالبًا ما تظهر الريش على ناتجها أيضًا. نتجت العُملات المعدنية المضروبة في دار سك النقود في يورك بين عامي 1638 و 1649، وتبدو مشابهة لِمنتج أبيريستويث لكن بدون الريش- يتميز الوجه الأمامي بتمثال نصفي للملك متوجًا متجهًا إلى اليسار مع الرقم III خلفه، مع نقش CAROLUS D G MAG BR FR ET HI REX، بينما يظهر الوجه الخلفي الأسلحة الملكية على درع فوق صليب، مع EBOR فوق الدرع و النقش CHRISTO AUSPICE REGNO.
انتتجت العُملات المعدنية في دار سك العُملة في أكسفورد بين عامي 1644 و 1646، باستخدام قوالب أبيريستويث للوجه الأمامي، بينما يظهر الوجه الخلفي للعُملة المعدنية لعام 1644 إعلان أكسفورد في ثلاثة أسطر: RELI PRO LEG ANG LIB PAR. 1644 OX RELI PRO LEG ANG LIB PAR. 1644 OX- دين البروتستانت، وقوانين إنجلترا، وحرية البرلمان. 1644 أكسفورد، بينما يوجد حول الجزء الخارجي من العُملة نقش EXURGAT DEUS DISSIPENTUR INIMICI– ليقم الله ويتبدد أعداؤه. ويبدو أن هذه العُملة يعود تاريخها أيضًا إلى عام 1646. كان هناك نوع آخر نتج في أكسفورد يحمل على الوجه تمثال نصفي للملك مع الفئة النقدية خلفه، والحرف "R" (بالنسبة إلى رولينز، صانع القالب) أسفل كتف الملك والأسطورة CAROLUS D G M BR F ET H REX والوجه الخلفي أبيريستويث.

## ثلاثة بنسات نادرة
أنتجت دار السك في بريستول عُملات معدنية نادرة من فئة ثلاثة بنسات في عامي 1644 و 1645. في عام 1644، استخدم وجه أبيريستويث لإنتاج عُملة معدنية مع ظهور إعلان أكسفورد على الوجه الخلفي: REL PRO LEG AN LIB PA 1644- ديانة البروتستانت، و قوانين إنجلترا، وحرية البرلمان 1644، بينما يوجد حول الجزء الخارجي من العُملة نقش EXURGAT DEUS DISSIPENTUR INIMICI– ليقم الله ويتبدد أعداؤه. وتكرر هذا في عام 1645، ولكن مع وضع ريشة صغيرة بدلاً من ريشة أمام وجه الملك.
في عام 1644 أنتجت دار سك النقود في إكستر عُملة بقيمة ثلاثة بنسات، و هو مبلغ نادر إلى حد ما. وتتميز بتمثال نصفي للملك متوجًا متجهًا إلى اليسار مع الرقم III خلفه، مع النقش CAROLUS D G MA BR F ET H RE، مع إظهار الجانب الخلفي للأسلحة الملكية على درع مع تاريخ 1644 فوق الدرع، والنقش CHRISTO AUSPICE REGNO.
لم تنتج أي عملة من فئة الثلاثة بنسات في كومنولث إنجلترا.
سُكت كمية (370,000) من العُملات الفضية من فئة الثلاثة بنسات ويعود تاريخها إلى عام 1945، على الرغم من إن هذه العُملات صُهرت جميعًا مع المعدن المستخدم في منتجات الدار الأخرى. ومع ذلك، يُعتقد إن عددًا قليلًا منها قد نجا، حيث بيعت إحدى هذه القطع بمبلغ 62 ألف جنيه إسترليني في مزاد عام 2020.

## من منتصف إلى أواخر القرن السابع عشر
إنتجت العُملة المعدنية النهائية من فئة الثلاثة بنسات في بداية عهد الملك تشارلز الثاني. من حيث الأسلوب، فهي تذكرنا كثيرًا بقضايا والده، حيث يظهر الوجه تمثال نصفي للملك، مع الرقم III والنقش CAROLUS II D G MAG BRI F ET H REX، مع الجانب الخلفي الذي يظهر الأسلحة الملكية على درع فوق صليب، والنقش CHRISTO AUSPICE REGNO.
تتكون الُعملات المعدنية الفضية المضروبة من ثلاثة بنسات من عهد تشارلز الثاني من نوعين. هناك إصدار غير مؤرخ يشبه إلى حد كبير العُملات المعدنية المطروقة السابقة، مع تمثال نصفي متوج للملك متجهًا إلى اليسار مع الفئة المشار إليها بالرقم III خلف رأسه، والنقش CAROLVS II D G M B F & H REX، مع ظُهور درع يحيط بأسلحة إنجلترا، اسكتلندا، وأيرلندا وفرنسا مع النقش CHRISTO AUSPICE REGNO. تبع ذلك الإصدار المؤرخ، والذي صدر كل عام من عام 1670 إلى عام 1684، حيث يظهر الوجه الأمامي تمثال نصفي غير متوج للملك متجهًا إلى اليمين ونقش CAROLVS II DEI GRATIA، بينما يظهر الوجه الخلفي ثلاثة أحرف "C" مترابطة متوجة (تشير إلى القيمة) ونقش MAG BR FRA ET HIB REX date. كان قطر جميع العُملات الفضية من فئة الثلاثة بنسات المطحونة 17 ملمًا ووزنها 1.5 غرام.- الأبعاد التي ظلت دون تغيير حتى قرب نهاية عهد جورج الثالث.
انتتجت عُملة مماثلة من فئة ثلاثة بنسات للملك جيمس الثاني، يعود تأريخها إلى الفترة من 1685 إلى 1688، ويظهر الوجه الأمامي تمثال نصفي للملك متجهًا إلى اليسار ونقش IACOBVS II DEI GRATIA، بينما يظهر الوجه الخلفي ثلاثة أحرف "I" متوجة (تشير إلى القيمة) ونقش MAG BR FRA ET HIB REX date.
في عهد الملك ويليام الثالث والملكة ماري الثانية المشترك، نتجت الُعملات المعدنية من فئة الثلاثة بنسات في جميع الأعوام من عام 1689 إلى عام 1694. خلال العامين الأولين، استخدمت صورة كاريكاتورية إلى حد ما للملوك، واستبدلت بصورة أكثر رزانة في عام 1691، مع النقش GVLIELMVS ET MARIA D G، بينما يظهر على الوجه الخلفي الرقم العربي "3" المتوج والنقش MAG BR FR ET HIB REX ET REGINA date. خلال عهد ويليام الثالث، ظل التصميم مشابهًا للغاية، مع تغيير النقوش إلى GVLIELMVS III DEI GRA و MAG BR FR ET HIB REX date.

## أوائل القرن الثامن عشر
اسُتخدم في عهد الملكة آن (1702-1714) نفس التصميم الأساسي، مع إنتاج العُملات المعدنية من فئة ثلاثة بنسات في الفترة من 1703 إلى 1710 و 1713. يُظهر الوجه تمثال نصفي للملكة مُتجهًا إلى اليسار، مع نقش ANNA DEI GRATIA و يُظهر الوجه الخلفي الرقم "3" المتوج MAG BR FR ET HIB REG date (1703–05 ،1707)، أو MAG BR FRA ET HIB REG (1706)، أو MAG BRI FR ET HIB REG (1708–1713).
استمر التصميم في عهد الملك جورج الأول، عندما انتتجت العُملات المعدنية من فئة الثلاثة بنسات في أعوام 1717، و 1721، و 1723، و 1727. يظهر الوجه تمثال نصفي للملك متجهًا إلى اليمين، مع نقش GEORGIVS DEI GRATIA بينما يظهر الوجه الخلفي الرقم "3" المتوج MAG BRI FR ET HIB REX date.
بشكل غير مُعتاد، استُخدمت نفس صورة الملك جورج الثاني الشاب على فئة الثلاثة بنسات طوال فترة حكمه (1727-1760)، على الرغم من استِخدام صورة أقدم على فئات أخرى من عام 1743. انتتجت العُملات المعدنية من فئة الثلاثة بنسات في الأعوام 1729، 1731، 1732، 1735، 1737، 1739، 1740، 1743، 1746، و 1760. يُظهر الوجه تمثال نصفي للملك متجهًا إلى اليسار، مع نقش GEORGIVS II DEI GRATIA ويُظهر الوجه الخلفي الرقم "3" المتوج وتأريخ MAG BRI FR ET HIB REX date.

## تغيير الدور
رغم إن الثلاثة بنسات الفضية كانت تُسك كعُملة نقدية حتى منتصف القرن العشرين تقريبًا، فمن الواضح إن غرض هذهِ العُملة تغير في عهد الملك جورج الثالث (1760-1820). في أول عامين من سك العُملة، 1762 و 1763، من الواضح إن العُملة المعدنية انتتجت للتداول العام حيث عُثر على الأمثلة بشكل عام مهترئة بشكل جيد؛ من ناحية أخرى، عادة ما يُعثر على العُملات المعدنية من الإصدار المتأخر (1817-1820) في حالة جيدة جدًا، مما يشير إلى إنها صدرت على الأرجح كعُملة ماوندي. على مدى فترة الحكم كان هناك العديد من التصميمات المختلفة للوجه الأمامي و الوجه الخلفي قيد الاستخدام. صدرت العُملة المعدنية من فئة الثلاثة بنسات في أعوام 1762-1763، 1765-1766، 1770، 1772، 1780، 1784، 1786، 1792، 1795، 1800، 1817، 1818، و 1820. منذ عام 1817 قُلصت أبعاد العُملة المعدنية إلى وزن 1.4 غرام (محددة على أنها 1⁄22 أونصة طروادة وقطرها 16 ملم، بعد إعادة سك العملة الكبرى عام 1816. النص الموجود على الوجه هو GEORGIVS III DEI GRATIA حتى عام 1800، و GEORGIUS III DEI GRATIA date إلى عام 1817. يقرأ النقش الخلفي MAG BRI FR ET HIB REX date يصل إلى عام 1800 و BRITANNIARUM REX FID DEF date من عام 1817.
بحلول بداية حُكم الملك جورج الرابع (1820-1830) تُسك العُملة في المقام الأول كعُملة ماوندي، على الرغم من إنتاج بعض العُملات المعدنية لاستخدامها في المستعمرات. راجع أموال العهد للحصول على التفاصيل الكاملة لهذه القضايا. سُكت العُملات المعدنية من فئة الثلاثة بنسات في جميع الأعوام من 1822 إلى 1830، على الرغم من إن رأس الملك أصغر في إصدار عام 1822، على ما يبدو لأن المثقب الصحيح انكسر و استخدم المثقب من فئة البنسين بدلاً منه. يُقرأ النقش الموجود على الوجه GEORGIUS IIII D G BRITANNIAR REX F D، بينما يُظهر الوجه الخلفي نقشًا جديدًا للرقم "3" والتاريخ، كل ذلك داخل إكليل.
في عهد الملك ويليام الرابع (1830-1837)، انتجت عُملات معدنية ماوندية في الفترة من 1831 إلى 1837، كما نتجت عُملات معدنية متداولة متطابقة للمستعمرات، والتي يمكن التعرف عليها فقط من خلال عدم وجود سطح يشبه الإثبات. يُقرأ النقش الموجود على الوجه GULIELMUS IIII D G BRITANNIAR REX F D، بينما يُظهر الوجه الخلفي الرقم "3" المتوج الجديد والتاريخ، كل ذلك داخل إكليل.

## الملكة فيكتوريا

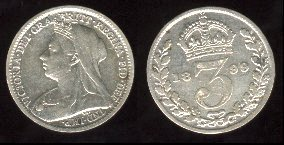
فيكتوريا ثري بنس 1899

خلال عهد الملكة فيكتوريا، إنتجت ثلاثة بنسات للاستخدام في يوم الموندي وللتداول العادي في جميع السنوات بين عامي 1838 و 1901 باستثناء أعوام 1847، 1848 و 1852 (ربما بسبب اقتراح العُملة العشرية في ذلك الوقت (انظر الفلورين)؛ 3 بنسات في 1⁄80 رطل لن يتناسب مع النظام العشري). كانت العُملات الفضية من فئة الثلاثة بنسات من عام 1838 إلى عام 1926 متطابقة في التصميم ولا يمكن تمييزها عادة إلا في أفضل الظروف عندما يبرز معيار الضرب الأعلى لعُملات ماوندي؛ وعندما تحولت العُملة إلى نظام عشري في عام 1971، أعيد تقييم جميع العُملات الفضية من فئة الثلاثة بنسات من عام 1870 فصاعدًا بثلاثة بنسات جديدة، وليس فقط عملات ماوندي. انتتجت العُملات المعدنية من فئة الثلاثة بنسات بكل من "الرأس الشاب" (1838-1887) و"رأس اليوبيل" (1887-1893)، والتي تحمل نقش VICTORIA D G BRITANNIAR REGINA F D، في حين إن العُملات المعدنية من فئة الثلاثة بنسات التي انتجت "بالرأس القديم" (1893-1901) تحمل نقش VICTORIA DEI GRA BRITT REGINA FID DEF IND IMP.

## أوائل القرن العشرين
صدرت العُملة المعدنية فئة الثلاثة بنسات لِكل سنة من السنوات التسع لِحُكم الملك إدوارد السابع اعتبارًا من عام 1902. وظل تصميم الوجه الخلفي كما هو، في حين أظهر الوجه الأمامي صورة الملك المواجهة لليمين، مع النقش EDWARDVS VII D G BRITT OMN REX F D IND IMP.
شَهِد عهد الملك جورج الخامس (1910-1936) العديد من التغيرات على فِئة الثلاثة بنسات. كما هو الحال مع جميع العُملات الفضية البريطانية، خُفض محتوى الفضة من الفضة الاسترلينية (0.925) إلى 50٪ فضة، 40٪ نحاس، 10٪ نيكل في عام 1920. و 50٪ فضة، 50٪ نحاس في عام 1922. و 50٪ فضة، 40٪ نحاس، 5٪ نيكل، 5٪ زنك في عام 1927. في حين غُير تصميم الجزء الخلفي من الثلاثة بنسات المتداولة (ولكن ليس الثلاثة بنسات الموندية) تمامًا عام 1927 إلى ثلاثة أغصان من خشب البلوط مع ثلاثة بلوط و "G" في الوسط، ونقش THREE PENCE date. النقش الموجود على الوجه طوال فترة الحكم هو GEORGIVS V D G BRITT OMN REX F D IND IMP.
العُملات المعدنية من فئة الثلاثة بنسات الخاصة بالملك إدوارد الثامن كلها نماذج تنتظر الموافقة الملكية عند وقت تنازله عن العرش في ديسمبر/كانون الأول 1936. للعُملة الفضية ذات الثلاثة بنسات وجه آخر جديد تمامًا- ثلاث حلقات مترابطة للقديس إدموند، مع نقش FID DEF IND IMP 1937 THREE PENCE، بينما يُظهر الوجه صورة للملك متجهة إلى اليسار مع نقش EDWARDVS VIII D G BR OMN REX ونقش فضي صغير جدًا.

## ثلاثة بنسات من النحاس مقابل ثلاثة بنسات من الفضة

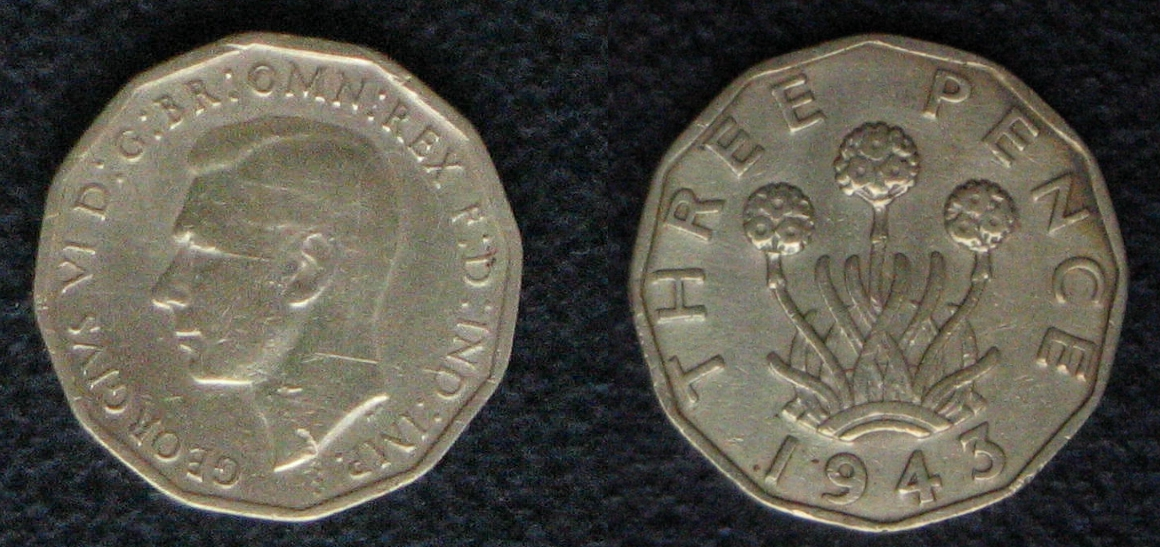
قطعة بنسات نحاسية من عام 1943

بحلول نهاية عهد جورج الخامس، أصبحت العُملة المعدنية من فئة الثلاثة بنسات غير شعبية في إنجلترا بسبب حجمها الصغير (علق جورج أورويل على هذا في كتابه حافظ على طيران الأسبيدسترا)، ظلت شائعة في اسكتلندا. وبناءً على ذلك، تقرر تقديم عُملة معدنية بقيمة ثلاثة بنسات أكثر قوة، وسيكون لها نسبة وزن إلى قيمة أكثر ملاءمة من العُملات الفضية. استمر سك العُملة الفضية من فئة الثلاثة بنسات، حيث ربما كان هناك بعض عدم اليقين بشأن مدى قبول العُملة الجديدة. شهد عهد إدوارد الثامن التقديم المخطط لعُملة معدنية جديدة أكبر حجمًا من النحاس (79% نحاس، 20% زنك، 1% نيكل) ذات اثني عشر وجهًا وفئة ثلاثة بنسات. وزن هذه العُملة المعدنية 6.6 غرام (0.23 أونصة) والقطر 21 مليمتر (0.83 بوصة) عبر الجانبين و 22 مليمتر (0.87 بوصة) عبر الزوايا. يظهر الوجه صورة للملك متجهةً إلى اليسار (وليس إلى اليمين كما جرت العادة بتغيير الاتجاه) مع النقش EDWARDVS VIII D G BR OMN REX F D IND IMP، ويظهر الوجه الخلفي نباتًا ثلاثي الرؤوس مع النقش THREE PENCE 1937. سُكت 12 قطعة نقدية فقط من هذه العُملات لأغراض تجريبية وإرسالها إلى شركة تصنيع ماكينات القمار للاختبار. من بين هؤلاء الأشخاص الاثني عشر، أصبح مكان تواجد ستة منهم معروفا. مع ذلك، فإن الستة الآخرين لا يزالون موجودين في مكان ما، بالتالي، فهم نادرون للغاية اليوم. طُرح نموذج منها للبيع بالمزاد العلني في عام 2013، ومن المتوقع أن يصل سعره إلى 30 ألف جنيه إسترليني. هناك نوعان من العُملات النحاسية ذات الثلاثة بنسات تحمل اسم إدوارد الثامن. النوع الأول يحتوي على التأريخ المكسور بِتصميم نبات الادخار والنوع الثاني يحتوي على التأريخ أدناه.
في عهد الملك جورج السادس، انتجت العُملات الفضية من فئة الثلاثة بنسات فقط في الفترة ما بين عامي 1937 و 1945 (ثم صُهر جميع نماذج عام 1945 تقريبًا). يُظهر الوجه صورة للملك متجهًا إلى اليسار مع نقش GEORGIVS VI D G BR OMN REX، بينما يحتوي الوجه الخلفي على تصميم أنيق لدرع القديس جورج مستلقيًا على وردة تيودور، يَقسم التأريخ، مع نقش FID DEF IND IMP THREE PENCE. استحوذت العُملة المعدنية من فئة الثلاثة بنسات المصنوعة من النيكل والنحاس على الجزء الأكبر من إنتاج هذه الفئة، حيث انتتجت في جميع الأعوام بين عامي 1937 و 1952 باستثناء عام 1947. وبعيدًا عن رأس الملك واسمه، وزيادة الوزن إلى 6.8 غرام (0.24 أونصة)، كانت العُملة المعدنية مطابقة تمامًا للعُملة التي عُدت لإدوارد الثامن. سُكت العُملات المعدنية التي يعود تأريخها إلى عامي 1946 و 1949 بأعداد أقل بكثير من بقية العُملات، وبما إن النيكل والنحاس يتآكلان بسرعة كبيرة؛ فإن العينات الأعلى جودة من هذه العُملات المعدنية باهظة الثمن للشراء الآن (كلاهما يزيد عن 500 جنيه إسترليني للنماذج غير المتداولة). التواريخ النادرة هي 1948 و 1950 و 1951 وهي تباع الآن بسعر يتراوح بين 60 و 80 جنيهًا إسترلينيًا في حالتها الأصلية.

## إليزابيث الثانية ثلاثة بنسات
ظلت الأبعاد المادية للعُملة النحاسية فئة الثلاثة بنسات كما هي في عهد الملكة إليزابيث الثانية. استُخدم تمثال الملكة الذي أنتجته ماري جيليك، مع النقش ELIZABETH II DEI GRA BRITT OMN REGINA F D المستخدم في عام 1953، و ELIZABETH II DEI GRATIA REGINA F D المستخدم في جميع السنوات الأخرى. ويُظهر على الوجه الخلفي بوابة تيودور مع سلاسل وتاج، مع نقش THREE PENCE date. انتتجت هذه العُملة المعدنية في جميع السنوات من 1953 إلى 1967، وفي عام 1970 (في مجموعات الإثبات فقط).
بعد التحول إلى النظام العشري، توقفت العُملة النحاسية ذات الثلاثة بنسات عن كونها عُملة قانونية بعد 31 أغسطس/أب 1971.

## الكومنولث
كما استُخدمت عُملة بقيمة ثلاثة بنسات في العُملات التي سبقت النظام العشري في دول الكومنولث مثل فيجي، أستراليا و نيوزيلندا. كان يطلق عليه اسم تيكي في جنوب أفريقيا و جنوب روديسيا.

## مبنى
كان المبنى رقم 1 في كرويدون معروفًا لسنوات عديدة باسم "مبنى الثلاثة بنسات" بسبب تشابههُ مع كومة من العُملات المعدنية بِقيمة ثلاثة بنسات. بعد التخلص التدريجي من العُملات المعدنية (بدءًا من عام 1970)، حصل المبنى في النهاية على لقب جديد، وهو "مبنى 50 بنسًا".

## كنية
أصبحت القطعة الفضية ذات الثلاثة بنسات تُعرف باسم "جوي". مع ذلك، "جوي" الأصلي هو الجروت (أو الأربعة بنسات). أعيد تقديم الغروت في عام 1836 في عهد ويليام الرابع بناءً على اقتراح جوزيف هيوم (1777-1855). تُعرف شعبيا باسم "جوي"، نسبة إلى الاسم المسيحي لهيوم، قُدمت لتسهيل المُعاملات في حافلات لندن، حيث كانت الأجرة أربعة بنسات أو غروت واحد. و بما إن آخر قِطعة نقدية من الذهب الخالص ضُربت في عام 1888، انتقل اللقب إلى العُملات الفضية من فئة الثلاثة بنسات ضُربت بعد ذلك التأريخ حتى عام 1941 (آخر عام من الإنتاج للاستخدام البريطاني). استمر ضرب العُملات المعدنية الفضية من فئة الثلاثة بنسات لِمدة ثلاث سنوات أخرى من عام 1942 إلى عام 1944، على الرغم من استخدامها في الاستعمار فقط، ضُربت العُملات المعدنية النحاسية ذات الاثني عشر وجهًا بأعداد كبيرة.

## العملة المعدنية ذات الـ 12 وجهًا أعيد إصدارها
في مارس/أذار 2014، أعلنت دار سك العملة الملكية إنه سيُقدم تصميم جديد لعملة بقيمة جنيه واحد في عام 2017، مع إعادة الشكل ذي الأضلاع الاثني عشر. صُممت العُملة الجديدة لتكون أكثر صعوبة في التزوير.

## أكتوبر 2019 – بيع 120 ألف عملة من فئة الثلاثة بنسات

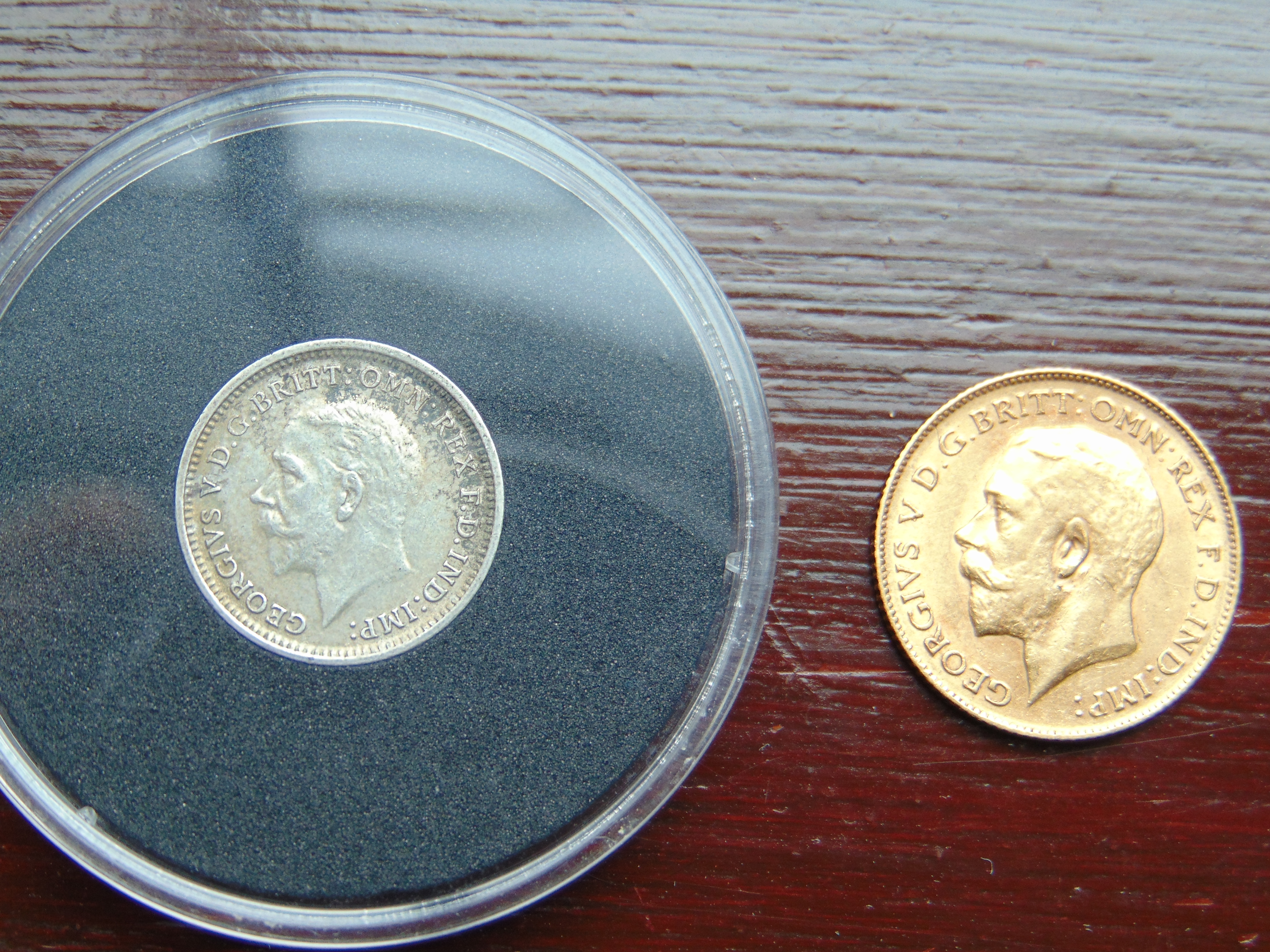
في عام 2019، أشرف مكتب دار سك العملة في لندن على بيع 120 ألف عملة فضية بقيمة ثلاثة بنسات تعود إلى عهد الملك جورج الخامس ؛ وتظهر عملة ثلاثة بنسات واحدة من المبيع في هذه الصورة إلى جانب نصف سيادي ذهبي من عام 1911.

في أكتوبر/تشرين الأول 2019، أُعلن إنه بيع 120 ألف عملة فضية من فئة ثلاثة بنسات يعود تأريخها إلى عام 1935 وما قبله للجمهور العام، كجزء من خطوة لتشجيع الناس على جمع العُملات المعدنية وعلم العُملات. أشرف مكتب سك العُملة في لندن على بيع العُملات المعدنية، ويعود تأريخها جميعها إلى عهد جورج الخامس، وبلغت قيمتها الإجمالية حوالي مليون جنيه إسترليني، على الرغم من أن التقييم الأكثر واقعية سيكون في حدود 60 ألف جنيه إسترليني.

## روابط خارجية
- العملات البريطانية - معلومات مجانية عن العملات المعدنية البريطانية. يتضمن منتدى عبر الإنترنت.
- تاريخ العملة المعدنية الثلاثة نسخة محفوظة 15 ديسمبر 2012 على موقع واي باك مشين.
- ثلاثة بنسات (متداولة)، نوع العملة المعدنية من المملكة المتحدة - نادي العملات المعدنية عبر الإنترنت

قالب:Coins of Englandقالب:British coinage